# Guerrino Tomasoni
Guerrino Tomasoni (Torino, 12 marzo 1918 – Torino, 4 dicembre 1975) è stato un ciclista su strada italiano, professionista e indipendente dal 1939 al 1945. Dopo i buoni risultati tra i dilettanti, come professionista non colse alcuna vittoria, ottenendo comunque importanti piazzamenti quali il terzo posto alla Milano-Torino 1945, il quarto al Giro dell'Emilia 1941 ed il quinto al Giro di Lombardia 1939.

## Palmarès
- 1936 (dilettanti)

Giro del Sestriere
Coppa Remmert
- 1937 (dilettanti)

Coppa Città di Cuorgnè
G.P. Ettore Pozzoni
3ª tappa Milano-Monaco di Baviera (Innsbruck > Monaco di Baviera)
- 1939 (dilettanti)

Coppa Città di Cuorgnè

## Piazzamenti

### Grandi Giri
- Giro d'Italia

1939: 39º

### Classiche monumento
- Milano-Sanremo

1938: 45º
1939: 20º
1940: 10º
1941: 38º
- Giro di Lombardia

1936: 36º
1938: 12º
1939: 5º
1940: 8º
1941: 7º
1945: 12º